# Поза принципом задоволення
Поза принципом задоволення ( нім. Jenseits des Lustprinzips ) — есе Зигмунда Фрейда 1920 року. Есе яке знаменувало  важливий поворотний момент у формулюванні теорії потягів, де раніше Фройд пояснював самозбереження в людській поведінці потягами Еросу та регуляцією лібідо, що керується принципом задоволення. Переглянувши цю теорію як непереконливу, Фройд вийшов за рамки принципу задоволення і почав розглядати потяги до смерті  (або Танатос, грецьке уособлення смерті ), що відноситься до тенденції руйнування та знищення, яке часто виражається через такі поведінки, як агресія, примусові компульсії та саморуйнування . 

## Огляд
Есе, що знаменує собою значний перегляд Фройдом своєї теорії потягів, присвячене боротьбі між двома протилежними потягами. У перших кількох розділах Фройд описує їх як Ерос, який породжує творчість, гармонію, сексуальний зв’язок, розмноження та самозбереження; і «потяг до смерті» (те, що деякі називають «Танатосом»  ), який приносить руйнування, повторення, агресію, примус і самознищення.
У розділах IV і V Фройд стверджує, що процес створення живих клітин пов'язує енергію і створює дисбаланс. Саме тиск матерії, яка прагне повернутися до свого початкового стану, надає клітинам якості життя. Цей процес аналогічний до створення та виснаження батареї. Цей тиск молекулярної дифузії називають "бажанням смерті". Примус матерії в клітинах повернутися до дифузного, неживого стану поширюється на весь живий організм. Таким чином, психологічне бажання смерті є проявом глибинного фізичного примусу, присутнього в кожній клітині, який Фройд прямо співвідносить з потягами до смерті.
Фройд також зазначає основні відмінності, як він їх бачив, між своїм підходом і підходом Карла Юнга і підсумовує опубліковані дослідження базових потягів у Розділі VI, щоб обґрунтувати свої зміни.

## Аналіз та конспект
Те, що було названо «двома різними фресками або кантами »  книги «Поза межами принципу насолоди», розривається між розділами III і IV. Якщо, як зауважив Отто Феніхель, «нова [інстинктивна] класифікація Фройда має дві основи, одну спекулятивну та одну клінічну , то поки що клінічна.  За словами самого Фройда, другий розділ - "це спекуляції, часто надумані спекуляції, які читач буде розглядати або відкидати відповідно до своїх індивідуальних уподобань"  — було зазначено, що «в « Поза межами принципу задоволення» Фройд неодноразово використовував це безперспективне слово "спекуляції""». 

### Клінічні дані (розділи I–III)
Фройд починає з "банальності, яка на той час була беззаперечною в психоаналітичній теорії: "Перебіг психічних подій автоматично регулюється принципом задоволення... сильна тенденція до принципу задоволення"  Розглянувши неминучу присутність неприємних досвідів у житті психіки, він завершує перший розділ книги тим, що наявність таких неприємних переживань "не суперечить домінуванню принципу задоволення... не здається необхідним будь-яке далекосяжне обмеження принципу задоволення"»  .

#### Винятки з принципу задоволення
Фройд продовжує шукати "докази існування досі не підозрюваних сил "поза" принципом задоволення".  Він знайшов винятки з універсальної влади принципу задоволення - "ситуації... з якими принцип задоволення не може адекватно впоратися"   — у чотирьох основних сферах: дитячі ігри, прикладом яких є знаменита гра його онука "форт-да";   "повторювані сновидіння військових невротиків...; модель поведінки, що завдає собі шкоди, яку можна простежити в житті певних людей ["невроз долі"]; схильність багатьох пацієнтів психоаналізу знову і знову розігрувати неприємні переживання свого дитинства". 

#### Примус до повторення
З цих випадків Фройд зробив висновок про існування мотивацій, що виходять за межі принципу задоволення.  Вже в 1919 році Фрейд відчував, що може сміливо постулювати "принцип примусу до повторення в несвідомому, заснований на інстинктивній діяльності і, ймовірно, притаманний самій природі інстинктів, - принцип, досить потужний, щоб переважати принцип задоволення".  У першій частині "Поза принципом задоволення" "перша фаза, найрізноманітніші прояви повторення, що розглядаються як їхня нездоланна якість, пояснюються сутністю потягів"  точно так само.
Спираючись на свою статтю 1914 року "Пригадування, повторення та опрацювання", Фройд підкреслює, що "пацієнт не може згадати всього того, що в ньому пригнічено, і ... змушений повторювати пригнічений матеріал як сучасний досвід, замість того, щоб ... пам'ятати його як щось, що належить до минулого": "примус до повторення". 

#### Незалежність від принципу задоволення
Фройд все ще хотів дослідити зв'язок між примусом до повторення і принципом задоволення.  Хоча компульсивна поведінка, очевидно, задовольняла якісь потреби, вона була джерелом прямого незадоволення.  Так чи інакше, "не було винесено жодного уроку зі старого досвіду, коли ці дії призводили лише до незадоволення. Незважаючи на це, вони повторюються, під тиском примусу".  Також відзначаючи повторення в житті нормальних людей, яких "переслідує злий рок або які володіють якоюсь "демонічною" силою" , ймовірно, натякаючи на латинський латинський девіз errare humanum est, perseverare autem diabolicum ("помилятися властиво людині, наполягати [на помилках] - від диявола") — Фройд приходить до висновку, що людська психіка включає в себе примус до повторення, який не залежить від принципу насолодию

### Спекуляція (розділи IV–VII)
Стверджуючи, що сновидіння, в яких людина переживає травму, виконують у свідомості зв'язуючу функцію, пов'язану з примусом до повторення, Фройд визнає, що такі сновидіння є винятком з правила, згідно з яким сновидіння є виконанням бажання .  Стверджуючи, що перше завдання розуму - зв'язати збудження, щоб запобігти травмі (щоб принцип задоволення не почав домінувати в психічній діяльності, поки збудження не будуть зв'язані), він повторює клінічний факт, що для "людини, яка аналізується... примус повторювати події свого дитинства в перенесенні, очевидно, всіляко ігнорує принцип задоволення". 

#### Біологічні основи примусового повторення
Фройд починає шукати аналогії потягу до повторення в "по суті консервативній ... особливості інстинктивного життя ... чим нижче ми опускаємося в тваринній шкалі, тим більш стереотипною видається інстинктивна поведінка".  Далі "можна помітити стрибок у тексті, коли Фройд ставить примус до повторення нарівні з "прагненням ... відновити більш ранній стан речей"'   — зрештою початковий неорганічний стан. Заявляючи, що "метою життя є смерть" і що "неживі речі існували до живих", Фройд інтерпретує прагнення організму уникати небезпеки лише як спосіб уникнути короткого замикання на смерть: організм прагне померти по-своєму. Таким чином, він знайшов шлях до своєї знаменитої концепції потягу до смерті, пояснення, яке деякі вчені називають "метафізичною біологією". 
Відтак, "Фройд занурився в хащі спекулятивної сучасної біології, навіть у філософію, в пошуках підтверджуючих доказів"  — шукаючи "аргументи різного роду, часто запозичені з галузей, що не належать до психоаналітичної практики, закликаючи на допомогу біологію, філософію та міфологію".  Він звернувся до довоєнних експериментів над найпростішими - можливо, сумнівної актуальності, навіть якщо не можна сказати, що "його інтерпретація експериментів над послідовними поколіннями найпростіших містить фатальну ваду".  Найбільше, що можна сказати, це те, що Фрейд не знайшов "жодного біологічного аргументу, який би суперечив його дуалістичній концепції інстинктивного життя",   але в той же час, "як зазначає Джонс (Jones, 1957), "не можна знайти жодного біологічного спостереження на підтримку ідеї інстинкту смерті, яка суперечить усім біологічним принципам"   .

#### Мазохізм як клінічний прояв
Далі Фройд продовжував посилатися на "гавань   філософії Шопенгауера "; але, намацуючи повернення до клініки, він визнав, що "це виглядає підозріло, ніби ми намагаємося знайти вихід з дуже незручної ситуації за будь-яку ціну".   Зрештою Фройд вирішив, що може знайти клінічний прояв інстинкту смерті у феномені  мазохізму, "який досі вважався вторинним по відношенню до садизму... і припустив, що може існувати первинний мазохізм, схильність до самоушкодження, яка б вказувала на інстинкт смерті".   У виносці він процитував Сабіну Шпільрейн, яяка визнала, що "значна частина цих спекуляцій була передбачена в роботі, яка сповнена цінних матеріалів та ідей, але, на жаль, не зовсім зрозуміла мені: (Sabina Spielrein: Die Destruktion als Ursache des Werdens, Jahrbuch für Psychoanalyse, IV, 1912). Вона позначає садистський компонент як "деструктивний".  Щоб пояснити сексуальний інстинкт також з точки зору примусу до повторення, Фройд вставляє міф Платона про те, що люди прагнуть розмножуватися, щоб об'єднати статі, які колись існували в окремих індивідів, які були і чоловіками, і жінками - все ще "в повній зневазі до дисциплінарних відмінностей";   і знову визнає спекулятивну природу своїх власних ідей, "яким бракує прямого перекладу спостереження в теорію ... Можна було зробити щасливий хіт, а можна було ганебно заблукати".  .

#### Висновок
Проте, коли лібідо або Ерос як життєва сила нарешті опинився по той бік рівняння примусу до повторення, шлях до завершального "бачення двох елементарних ворожих сил у свідомості, Еросу і Танатосу, замкнених у вічній битві", було відкрито для книжки. 

## Відношення есе до горя Фройда
Дочка Фройда Софі померла на початку 1920 року, на півдорозі між першою версією книги (1919) і версією "По той бік принципу задоволення", переробленою і опублікованою в 1920 році. Фройд наполягав на тому, що її смерть не мала жодного стосунку до змісту книги. У листі до Макса Ейтінґтона від 18 липня 1920 року Фройд писав: "Потойбічне" тепер остаточно завершене. Ви зможете підтвердити, що вона була наполовину готова, коли Софі жила і процвітала".  Проте він уже писав (у червні) колезі та психоаналітику Шандору Ференці,"що в ній з'явилися "цікаві продовження", ймовірно, частина про потенційне безсмертя найпростіших". Ернест Джонс вважає твердження Фройда про Ейтінґтона "досить цікавим запитом ... [можливо] внутрішнє заперечення того, що його нові думки про смерть виникли під впливом депресії, викликаної втратою доньки". Інші також задавалися питанням про "винайдення так званого інстинкту смерті - чи не є це одним із способів теоретизування, тобто позбавлення - за допомогою теорії - відчуття "демонічного" в самому житті... загостреного несподіваною смертю доньки Фройда", - і, безумовно, вражає те, що "термін "потяг до смерті" - Тодестріб - з'явився в його листуванні через тиждень після смерті Софі Гальберштадт", тож ми можемо принаймні погодитися з тим, що "ця втрата може відігравати допоміжну роль ... [в його аналітичному зацікавленні деструктивністю". 